# Workenesh Tola
Workenesh Tola (* 6. Juni 1977) ist eine äthiopische Marathonläuferin.
2001 siegte sie beim Singapur-Marathon. Im Jahr darauf kam sie bei den Halbmarathon-Weltmeisterschaften in Brüssel auf den 38. Platz und blieb als Vierte beim Amsterdam-Marathon mit 2:29:08 h erstmals unter zweieinhalb Stunden. 
Als Zweite beim Seoul International Marathon 2003 steigerte sie sich auf 2:25:42 h und wurde daraufhin für die Leichtathletik-Weltmeisterschaften in Paris/Saint-Denis nominiert, bei der sie den 46. Platz belegte. Im Jahr darauf wurde sie erneut Zweite in Seoul und qualifizierte sich mit einer Zeit von 2:26:22 h für den Marathon der Olympischen Spiele in Athen, bei dem sie nicht das Ziel erreichte. 
2005 folgte einem vierten Platz in Seoul ein fünfter beim Berlin-Marathon. 2007 wurde sie Fünfte in Seoul und jeweils Dritte beim Rock ’n’ Roll Marathon und beim Köln-Marathon. 2008 wurde sie jeweils Zweite beim Houston-Marathon und beim Paris-Marathon und gewann den Great Scottish Run. 2009 wurde sie Zwölfte beim Osaka Women’s Marathon und Sechste in Paris.

## Persönliche Bestzeiten
- Halbmarathon: 1:11:00 h, 7. September 2008, Glasgow
- Marathon: 2:25:37 h, 6. April 2008, Paris